# Четтатірат
Четтатірат(тай. เชษฐาธิราช), 1613– 1629) — 23-й володар Аюттхаї у 1628—1629 роках. Відомий також як Бороморача IV.

## Життєпис
Походив з династії Сукхотай. Старший син Сонгтама, володаря Аюттхаї. Народився близько 1613 року. 1622 року оголошений упаратою (спадкоємцем). Сонгтам доручив сановнику Суріявонгу захистити Четтатірат від небезпеки. Після смерті Сонгтама останній заарештував і стратив усіх на чолі з Чаопрайя Махасеною, хто був проти бажань Сонгтама. Четтатірат призначив Суріявонга військовим міністром.
За цим Суріявонг спонукав Пхра Сісіна з правлячої династії, який став буддійським священиком, прийти до палацу зі своїми послідовниками, обіцяючи тому владу. Суріявонг схопив його і наказав стратити. Проте Четтатхірат зберіг йому життя, заславши до Пхетчабурі. Пізніше Четтатхірат стратив Пхра Сісіна, коли той планував повстання.
Після смерті своєї матері Суріявонг провів велику церемонію кремації протягом кількох днів, на якій були присутні всі державні службовці, що лічило лише представникам правлячої династії. Це розлютило Четтатірата, який намагався вести державні справи, і покарати слуг — прихильників Суріявонга. Останній намагався захистити цих слуг, і вони поклялися підтримувати протистояння монарху. Вони напали на палац, схопили володаря і стратили його. Трон був переданий його молодшому брату Атхіттаявонгу.